# Omicidio

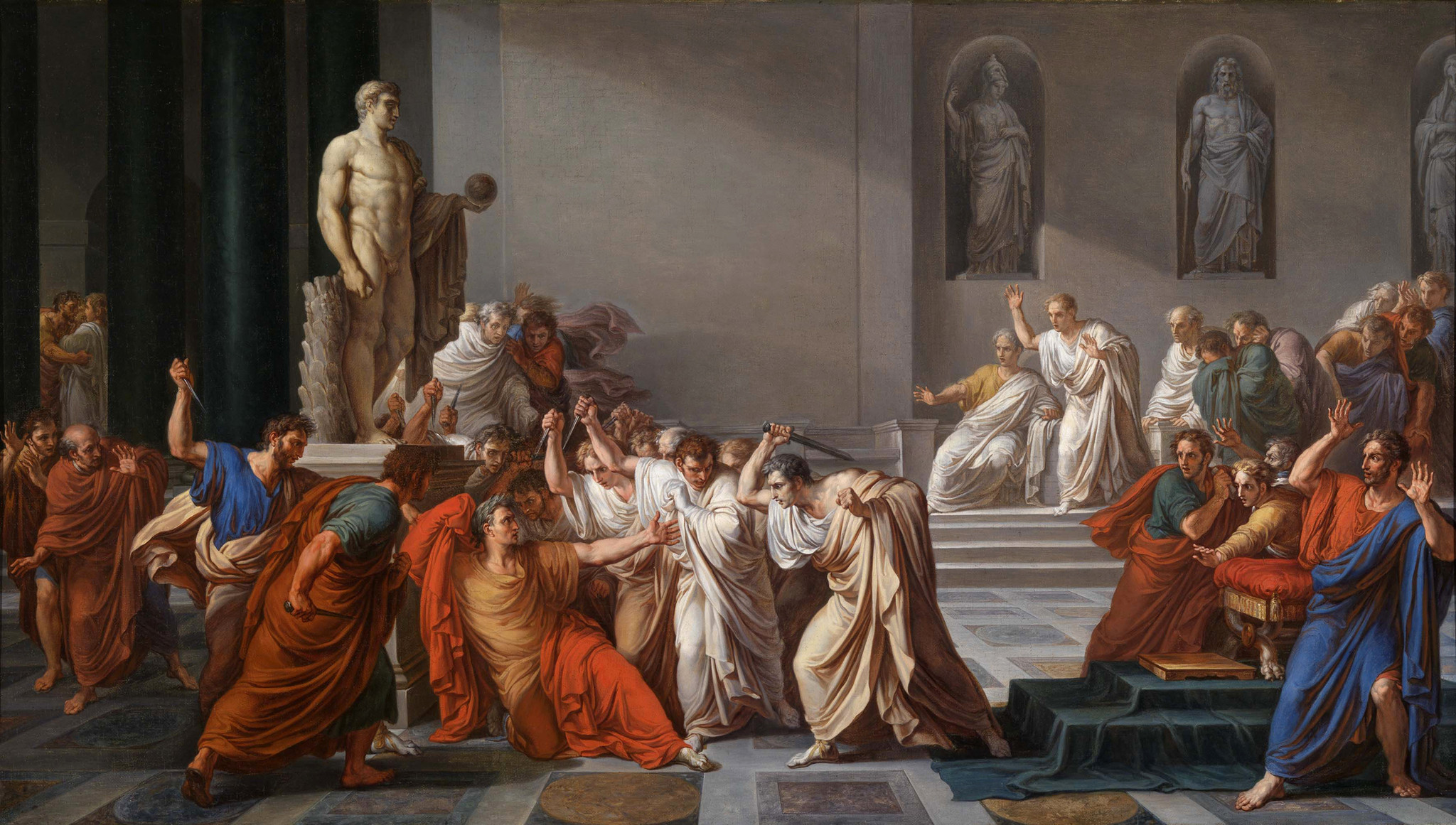
Cesaricidio nel quadro "Morte di Giulio Cesare" di Vincenzo Camuccini, Museo nazionale di Capodimonte, Napoli

L'omicidio (anche assassinio, uccisione, liquidazione o delitto) è la soppressione di una vita umana a opera di un altro essere umano.
L'omicida può provocare la morte altrui per mezzo di qualsiasi modalità (reato a forma libera), anche per omissione, ma in ogni caso la sua azione o inazione sono volontarie. Questa volontà generica non va confusa con il dolo e viene riconosciuta anche nell'omicidio colposo e preterintenzionale, come volontà di compiere l'azione che causa la morte altrui (per esempio superare i limiti di velocità in un veicolo come un'automobile, finendo, poi, involontariamente per travolgere e uccidere un pedone). Si tratta di omicidio volontario solo quando l'omicida, a causa della sua azione od omissione di soccorso volontaria, intende specificamente causare la morte della vittima. L'omicidio volontario può essere premeditato oppure non premeditato.

## Descrizione
In lingua italiana la parola assassinio è talora intesa come sinonimo di omicidio; ma per alcuni lessicografi esso indica solo l'omicidio proditorio, o motivato dalla vendetta, o dall'odio o da scopi di rapina; si riferisce quindi solo all'omicidio volontario. L'omicidio è una pratica condannata socialmente e punita come reato da tutte le legislazioni storiche. Tuttavia nessuna società ha mai assicurato una tutela assoluta e incondizionata alla vita umana, vietandone la soppressione in qualsiasi caso; si pensi, per esempio, all'eutanasia, pratica che, in alcuni stati, è valutata come omicidio. Quasi tutte le società, inoltre, ammettono l'uccisione del nemico in guerra; la generalità degli ordinamenti del passato e alcuni ordinamenti contemporanei ammettono l'abolizione della vita umana come sanzione penale (pena di morte); alcune società inoltre praticavano il sacrificio rituale di umani alla divinità. Persino le società più moderne considerano, poi, lecita l'uccisione di qualcuno in presenza di circostanze in grado di giustificarla. Alcune di queste circostanze (scriminanti), per esempio la legittima difesa, sono considerate morali dalla società e in certi casi conformi anche ai dettami religiosi; altre come lo stato di necessità possono essere invece del tutto amorali o in certi casi persino immorali. Assumono denominazioni specifiche l'uccisione del padre (patricidio), della madre (matricidio), del coniuge (uxoricidio), di bambini (infanticidio), del fratello o sorella (fratricidio), del sovrano (regicidio) e di una donna per motivi di genere (femminicidio).
I tassi di omicidio sono correlati a quelli di altri crimini violenti in quasi tutte le epoche.
Gli omicidi sono perpetrati da uomini per il 92% dei casi, soprattutto giovani tra i venti e trenta anni, escludendo gli infanticidi.

## Nel mondo

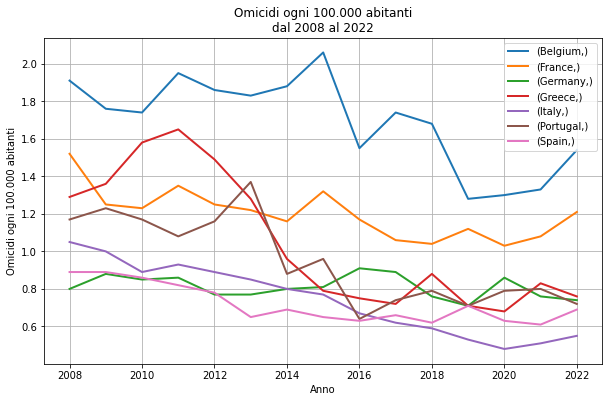
Fonte: [https://ec.europa.eu/eurostat/databrowser/view/crim_off_cat/default/table?lang=en&category=crim.crim_off Eurostat

L'istituto dell'omicidio presenta sensibili differenze tra ordinamenti.

### Italia
Ci sono diverse fattispecie che rientrano in tale tipo di reato, si distinguono:
- Omicidio doloso
- Omicidio colposo
- Omicidio preterintenzionale
- Omicidio come conseguenza di altro reato
- Infanticidio in condizioni di abbandono materiale e morale
- Omicidio del consenziente
- Istigazione al suicidio

### Stati Uniti d'America
L'omicidio nel diritto degli Stati Uniti d'America manca di una disciplina giuridica unitaria in quanto la definizione del contenuto del reato e dei criteri e modi in cui viene punito spetta, salvo in determinati casi eccezionali, alla esclusiva competenza dei singoli Stati federati degli Stati Uniti d'America.

### Svizzera
Il codice penale svizzero qualifica il reato di omicidio sulla base dell'elemento soggettivo dell'autore (dolo o colpa) e sulla base della gravità della condotta.
La fattispecie base è quella dell'omicidio intenzionale disciplinata all'art. 111 CP con il quale viene punita l'uccisione dolosa di una persona. L'omicidio colposo, cioè l'avere cagionato la morte di una persona per negligenza, è regolato dall'art. 117 CP.
L'omicidio intenzionale è affiancato da alcune figure particolari che si distinguono dalla fattispecie base per la gravità con cui l'azione che ha causato la morte di una persona è stata compiuta.
La figura aggravata è quella dell'assassinio, previsto dall'art. 112 CP. È considerato assassinio un omicidio che abbia le caratteristiche previste dalla fattispecie base dell'art. 111 CP ma che sia stato compiuto con "particolare mancanza di scrupoli, segnatamente con movente, scopo o modalità particolarmente perversi".
Sono previste tre figure attenuate dell'omicidio intenzionale: omicidio passionale (art. 113 CP); omicidio su richiesta della vittima (art. 114 CP); infanticidio (art. 116).
L'omicidio passionale è un omicidio intenzionale la cui gravità è attenuata dal fatto che il colpevole "ha agito cedendo a una violenta commozione dell'animo scusabile per le circostanze o in stato di profonda prostrazione".

## Tipologia dell'omicidio
La tipologia distingue le categorie di persone e le circostanze. Tuttavia, è importante tenere separate le analisi giuridiche da quelle storiche e sociologiche: infatti, non sempre una categoria storica o sociologica di omicidio ha rilevanza nell'ordinamento penale. Per esempio, il regicidio o il femminicidio sono due termini impiegati in Storia, Antropologia e Sociologia, ma non hanno una corrispondenza nell'ordinamento penale italiano. Inoltre, il trattamento giuridico dei diversi tipi di omicidio cambia considerevolmente a seconda delle zone geografiche e dell'epoca storica. 

### Deicidio
La parola "deicidio" indica il concetto dell'uccisione di un dio ed è stata usata soprattutto per indicare l'esecuzione di Gesù Cristo.

### Femminicidio
Il femminicidio indica l'omicidio di una donna per motivi basati sul sesso. Si può sovrapporre in alcuni casi all'uxoricidio.

### Infanticidio: neonaticidio e figlicidio
Il termine infanticidio indica genericamente l'uccisione di un bambino. 
L'infanticidio era normalizzato in molte culture dell'Antichità: in Grecia e nella Roma classica era corrente la pratica dell'"esposizione" dei neonati indesiderati, mentre l'episodio del "sacrificio di Isacco" nella Bibbia descrive la pratica del sacrificio rituale del figlio primogenito.
Più di recente in Italia con il codice penale Zanardelli del 1889, chi commetteva un infanticidio aveva delle attenuanti in tribunale se il fatto era stato commesso per causa d'onore, in altre parole se si trattava di un figlio illegittimo. Questa disposizione è stata abrogata nel 1930 con il Codice Rocco, tuttora in vigore.
L'articolo 578 c.p. del Codice Rocco restringe le attenuanti alle condizioni di abbandono materiale e morale se l'omicidio è stato commesso dalla madre durante il parto o immediatamente dopo. Si è parlato in questo senso di neonaticidio.
Più di recente è stato coniato il neologismo figlicidio per indicare l'uccisione di uno o più figli da parte di uno o entrambi i genitori  naturali o adottivi.

### Maschicidio
Qualche anno dopo la diffusione del concetto di femminicidio, alcuni opinionisti hanno iniziato ad adoperare la parola "maschicidio" per riferirsi a violenze perpetrate ai danni di uomini. L'uso del termine ha suscitato molte polemiche e controversie. La parola risulta etimologicamente corretta nel caso dell'antico rituale del sacrificio del primogenito e di alcuni episodi favolosi, come l'ordine del re indiano Kaṁsa di uccidere tutti i neonati della regione di Mathurā, episodio in cui si sarebbe salvato solo il dio Krishna, del Faraone d'Egitto di annegare tutti i bambini maschi ebrei - episodio in cui si sarebbe salvato solo Mosè - oppure la Strage degli innocenti ordinata da Erode il Grande, dove si sarebbe salvato solo Gesù.

### Parricidio
Il parricidio è genericamente l'omicidio di un parente (ascendente o discendente). Comprende i termini specifici della uccisione del padre (patricidio), della madre (matricidio), del fratello (fratricidio), della sorella (sororicidio) e del coniuge (coniugicidio) o, corrispettivamente, uxoricidio (uccisione della moglie da parte del marito) e mariticidio (uccisione del marito da parte della moglie). 
In Italia con la clausola detta delitto d'onore l'uxoricidio godeva di uno sconto di pena se era commesso in flagranza di adulterio (cf. femminicidio). Un caso particolare di fratricidio legalizzato è quello contemplato nella tradizione ottomana per evitare lotte dinastiche: si parla di legge del fratricidio.

### Regicidio
Il regicidio consiste nella soppressione di un re. In questa categoria viene fatto rientrare il Cesaricidio, parola che indicava originariamente l'omicidio di Gaio Giulio Cesare ed è passata nel tempo a indicare l'eliminazione di un capo che abbia tendenze dittatoriali.

### Suicidio
La parola suicidio indica il gesto con cui una persona uccide se stessa. Il suicidio è stato considerato un reato in Europa fino al XIX secolo